# Leonard Susskind
Leonard Susskind, född 1940, är teoretisk fysiker och innehar Felix Bloch-professuren i teoretisk fysik vid Stanford University i Kalifornien. Hans forskning handlar om strängteori, kosmologi och partikelfysik.
Susskind är född i New York och växte upp i South Bronx. Han började vid tretton års ålder arbeta som rörmokare i sin fars företag men började 1957 studera till ingenjör vid City College of New York. Han tog examen i fysik 1962 och doktorsexamen 1965 vid Cornell University. Han arbetade därefter vid Cornell, vid Yeshiva University i New York och vid Tel Avivs universitet innan han flyttade till Stanford. Han är medlem av National Academy of Sciences och American Academy of Arts and Sciences.
Susskind är en av pionjärerna inom strängteorin och är bland annat en av upphovsmännen till den holografiska principen. Han har också föreslagit "technicolor", en alternativ teori för elektrosvagt symmetribrott, och gjort viktiga insatser rörande entropin hos svarta hål och det så kallade "landskapet" i strängteorin. Som motståndare till Stephen Hawkings teori om information i svarta hål har han beskrivit sin relation till Hawking som intellektuellt fientlig men respektfull.
Han kom 2005 ut med den populärvetenskapliga boken The Cosmic Landscape: String Theory and the Illusion of Intelligent Design.